# Ulla Bodorff

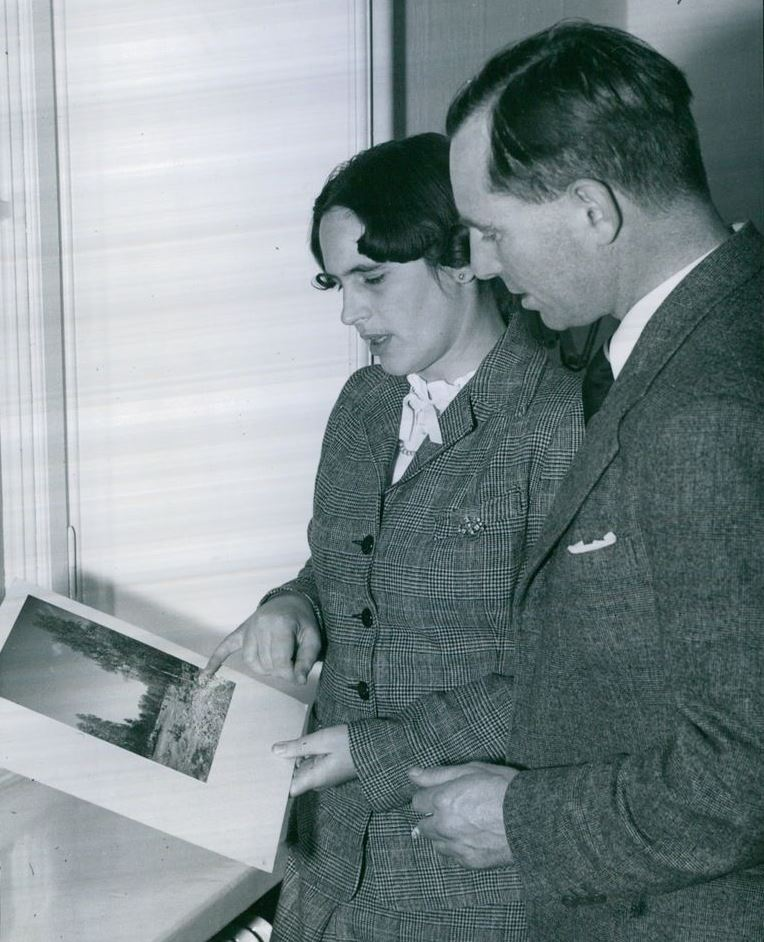
Ulla Bodorff tillsammans med den brittiske trädgårdsarkitekten Frank Clark, föreståndare för hortikulturavdelningen vid University of Reading.

Ulla Rosa Bodorff, gift Gyllenhaal, född 14 februari 1913 i Stockholm, död 23 mars 1982, var en svensk landskapsarkitekt. Hon var en av dem som introducerade funktionalismen inom den nordiska landskapsarkitekturen.

## Biografi
Ulla Bodorff var dotter till tandläkaren Ernst Viktor Bodorff och Gertrud Möller och från 1937 gift med kapten Gunnar Gyllenhaal av Gyllenhaal till Härlingstorp. Efter studentexamen 1933 läste hon hortikultur och trädgårdsarkitektur vid University of Reading i England, där hon tog examen 1935. Hon blev sedan anställd vid Stockholms stads parkavdelning, men öppnade snart ett eget arkitektkontor. Mellan åren 1938 och 1955 var Bodorff konsult i folkparkernas centralstyrelse.
Ulla Bodorffs verk inbegriper planering av såväl bostadsområden som kyrkogårdar, folkparker och industriområden och restaureringen av Fridhems slottsträdgård samt arbeten vid Nynäshamns kyrkogårdar. Hon planlade bland annat gårdarna på Reimersholme i Stockholm, Järvafältets friområde, och Kvarteret Liljan i Uppsala samt radhusområdet Mälarblick i Nockeby i Stockholm. Till hennes större arbeten räknas Källängsparken i Vimmerby, landskapsgestaltningen i samband med bygget av Stora Vika cementfabrik och tillhörande bostadsområdet Stora Vika – slutet av 1940-talet till mitten av 1950-talet. 1957 stod hon för den arkitektoniska utformningen av Stamparken i kvarteret Stamtavlan i södra Stockholm.
Ulla Bodorff invaldes tidigt i flera internationella akademier för landskapsarkitekter, bland andra American Society of Landscape Architects, samt var en tid redaktör för tidskriften International Landscape. Hon var även verksam i olika trädgårdstidskrifter och dagspressen rörande trädgårdsfrågor.
Ulla Bodorff var gift med kapten Gunnar Gyllenhaal, som dog tidigt. När hon vid ett tillfälle skulle motta en medalj av konungen, Gustaf V, tilltalade kungen henne med ”Fru Gyllenhaal!”, varpå hon replikerade ”Landskapsarkitekt Ulla Bodorff i tjänsten, om jag får be Ers majestät!”.

## Folkparker
Efter kriget planerade många folkparksföreningar om- och tillbyggnader. I det nya folkhemmet när människor hade mer fritid och pengar behövde även folkparkernas standard höjas. Parkerna skulle vara allmänna rekreationsparker och inte enbart nöjesparker. Tanken på folkparken som en rekreationspark men med bevarade ideal som mötesplats för arbetarrörelsen passade Ulla Bodorff utmärkt, och enligt Nowotny och Persson har ingen trädgårdsarkitekt i landet arbetat med så många folkparker. Det är osäkert hur många av landets folkparker som har gestaltats av Ulla Bodorff, men det finns uppgifter om att det kan ha varit så många som hundra.

## Bostadsområden
Ulla Bodorff har ritat en stor del av HSB:s områden under 1940- och 1950-talen. I Uppsala har Ulla Bodorff ritat nästan alla HSB-områden från denna tid (Claus Nowotny och Bengt Persson). Ett kännetecken för Ulla Bodorffs bostadsgårdar är den sparade naturmarken. I de bostadsområden som har ritats av Ulla Bodorff finns ofta ett fint samband mellan den privata gården och det gemensamma parkområdet. Att modellera marken med hjälp av de schaktmassor som uppstod i samband med bostadsbyggandet var en kostnadsbesparande åtgärd som Bodorff skickligt genomförde för att skapa rumsligheter med hjälp av kullar, mjuka slänter, urskålningar och vallar som inramar lekplatser. På Reimersholme i Stockholm har hon förvandlat en holme med tusentals ton sprängsten till en lummig ö med mjuk topografi och naturlika strandpromenader.

## Verk i urval
- Marieberg park och trädgård.
- Korsuddens begravningsplats i Mora.
- Nynäshamnsområdet i Nynäshamn.
- Bostadsområdet Riksby i Bromma.
- Berthåga begravningsplats.
- Bostadsområdet Reimersholme.
- Stora Vika, bostäder på Södertörn för Skånska cementgjuteriets anställda på fabriken.
- KF:s takträdgårdar, Stadsgårdskajen i Stockholm.
- Radhusområdet Mälarblick i Stockholm.
- Fröslundaområdet i Eskilstuna.
- Kvarteret Stamtavlan, Stockholm
- Kvarteret Rossvalan i Årsta.
- Kvarteret Budkaveln i Borås.
- Kvarteret Liljan i Uppsala
- Vaggeryds folkets park.
- Brandtgården på Lidingö.

Bilder, verk i urval
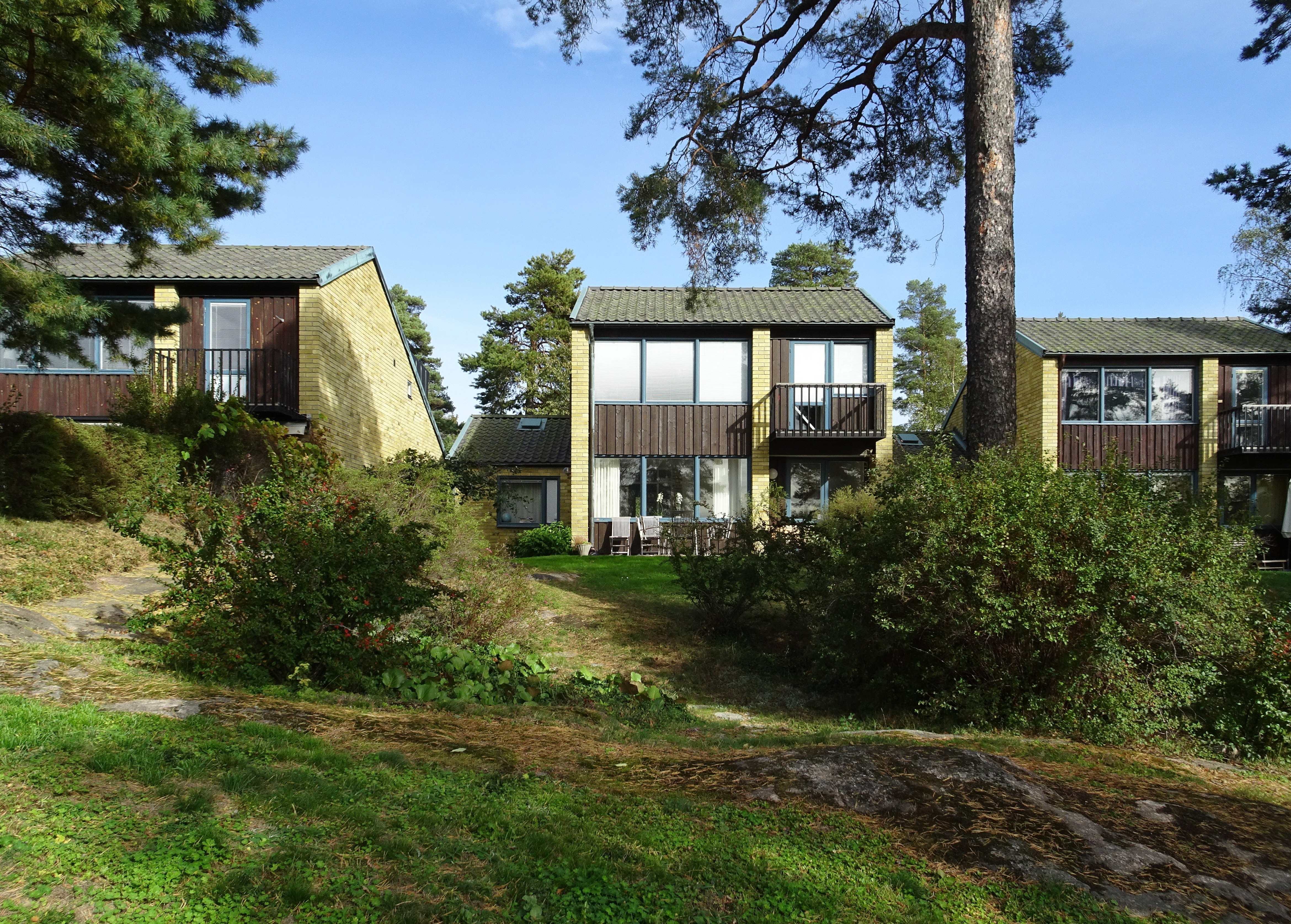
Mälarblick
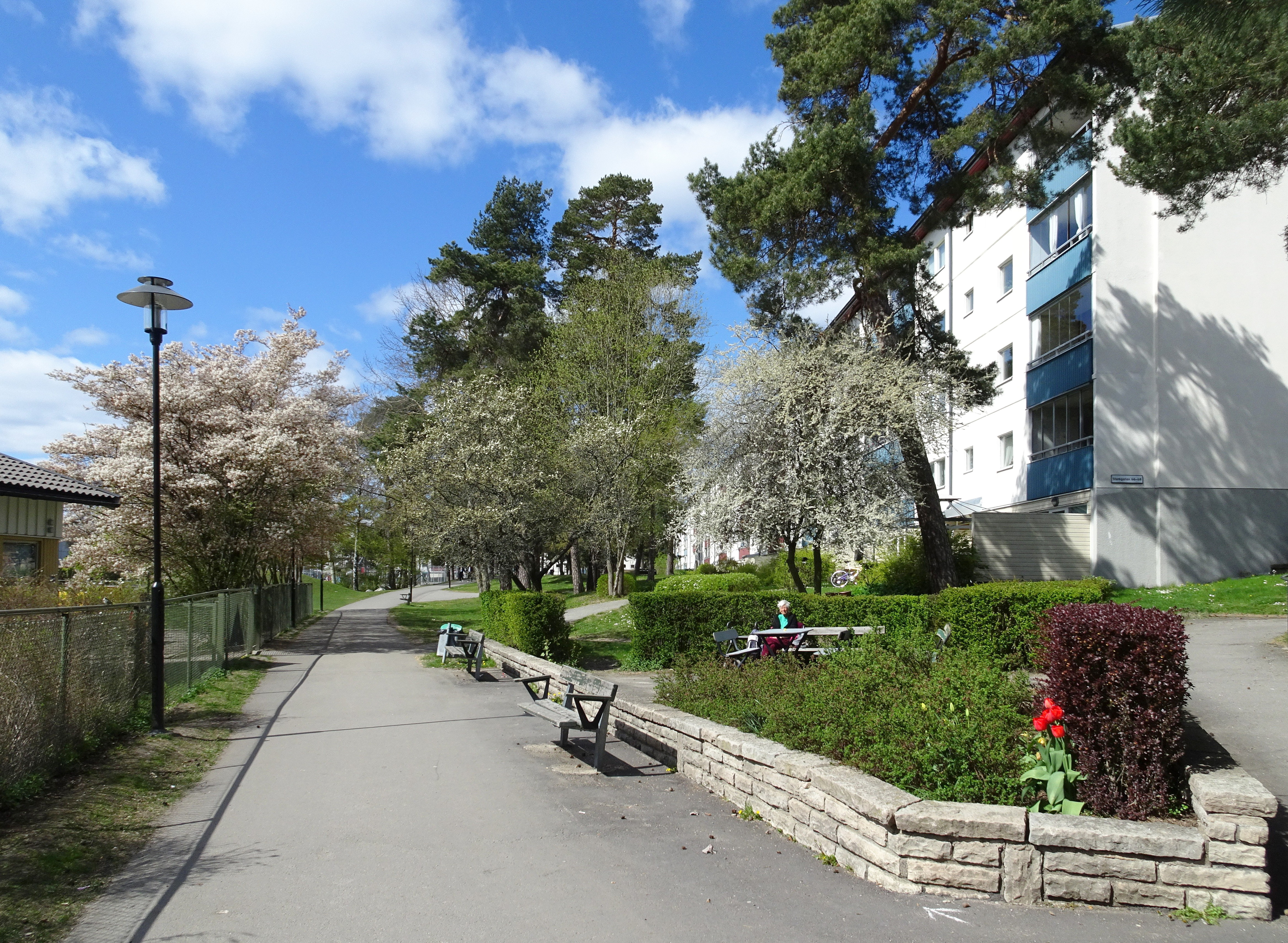
Stamparken
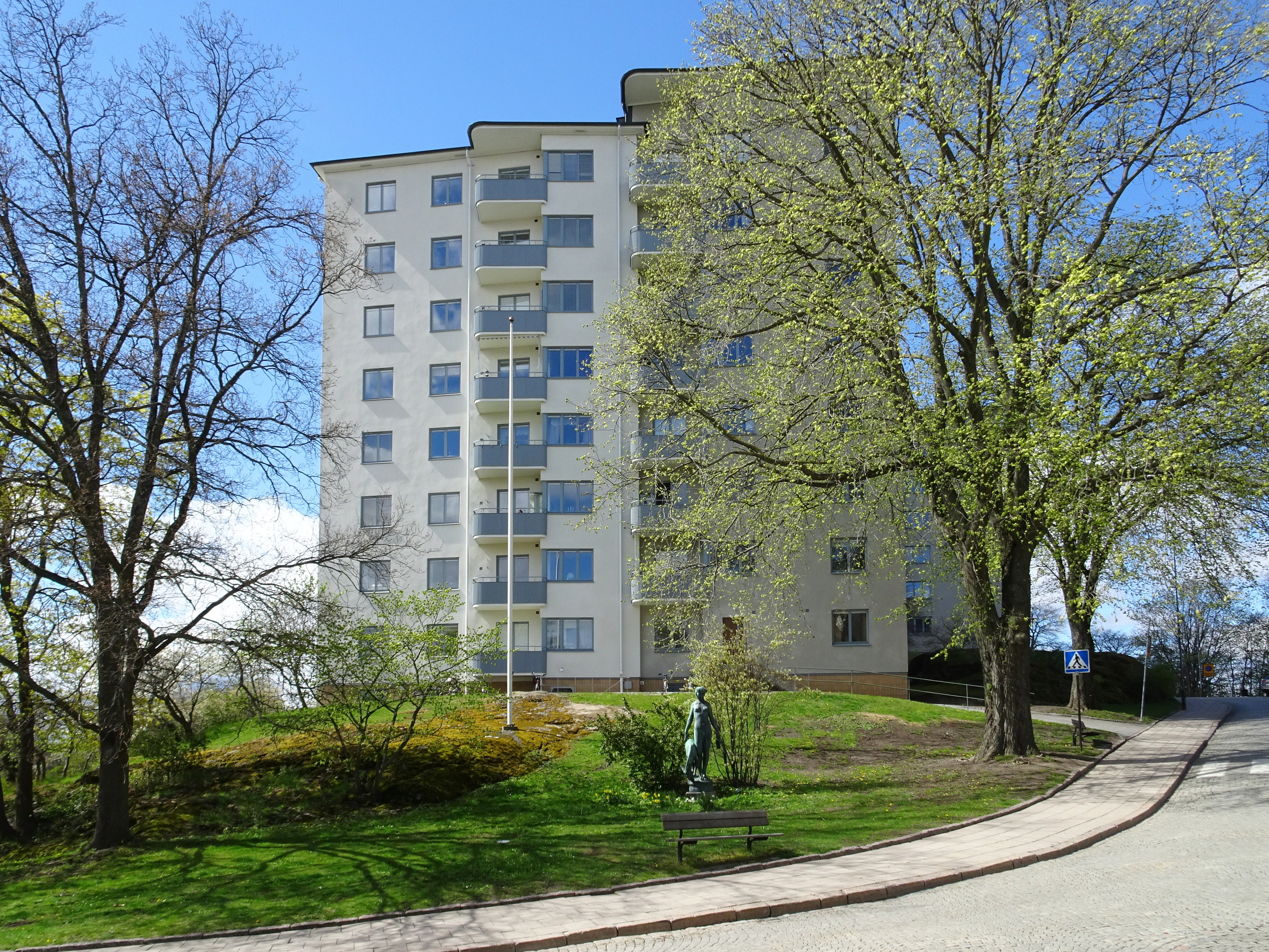
Reimersholme
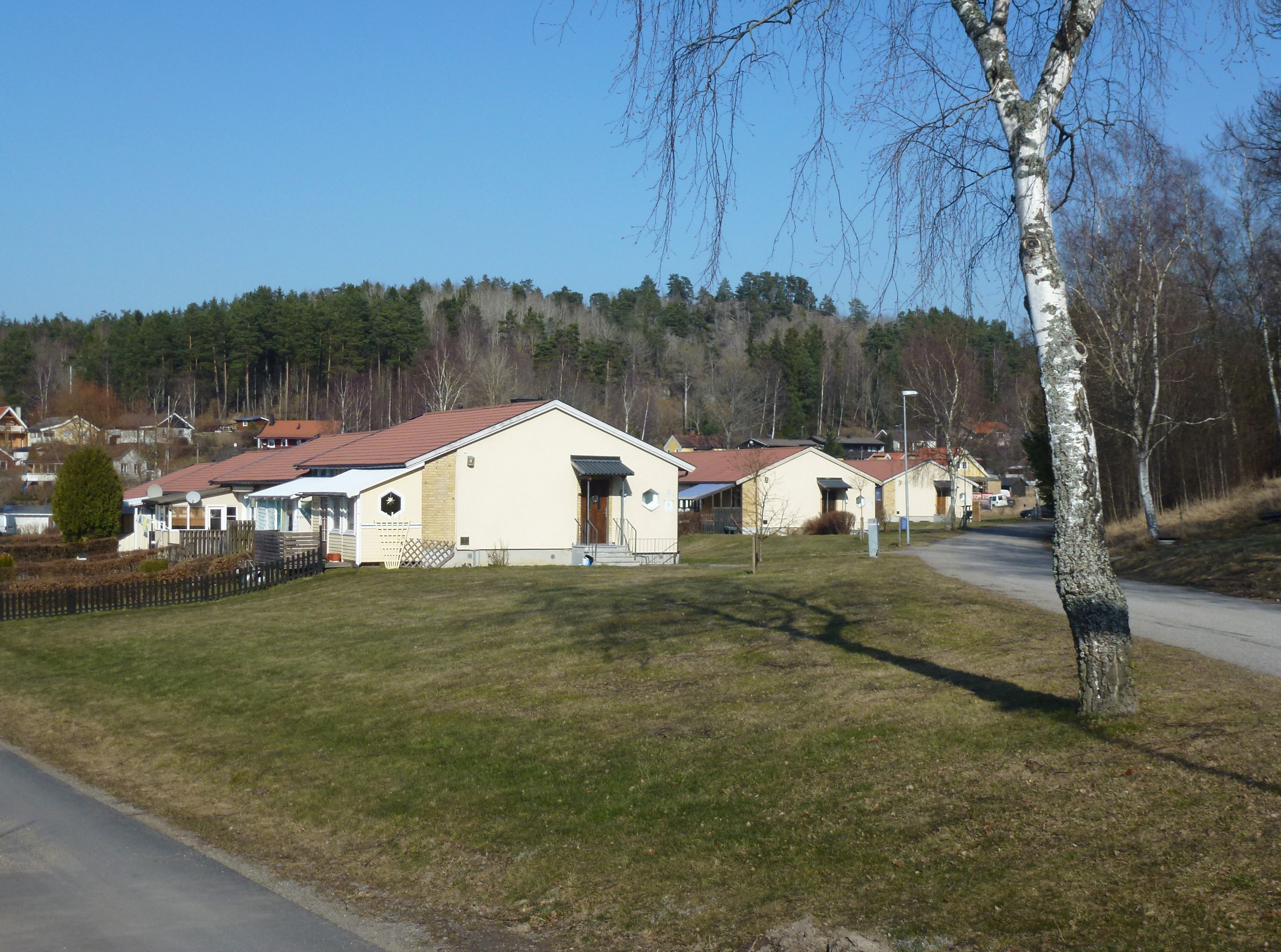
Stora Vika